# Sortino
Sortino – miejscowość i gmina we Włoszech, w regionie Sycylia, w prowincji Syrakuzy.
Według danych na rok 2004 gminę zamieszkiwało 9086 osób, 97,7 os./km².

## Miasta partnerskie
- Riedstadt